# Primera B de Chile
Primera División B del Fútbol Profesional Chileno er den andenbedste fodboldrække i Chile, der bliver organiseret af Asociación Nacional de Fútbol Profesional. Den blev etableret i 1952 som Segunda División og blev i 1962 navngivet som dets nuværende navn. Siden 1954 har der været automatisk op- og nedrykning fra og til Primera División de Chile, dog blev Club Deportivo Palestino og Rangers de Talca oprykket til den bedste division efter Primera B de Chiles første sæson. 

## Nuværende hold
Følgende hold deltager i Primera B de Chile i 2014-15:
- Coquimbo Unido
- Curicó Unido
- Concepción
- Copiapó
- La Serena
- Temuco
- Everton
- Iberia (Los Ángeles)
- Lota Schwager (Coronel)
- Magallanes (Santiago)
- Rangers
- San Luis (Quillota)
- Santiago Morning
- Unión San Felipe

## Vindere af Segunda División/Primera B de Chile
| Sæson   | Sæson    | Vinder                    | Andenplads                | Tredjeplads          |
| ------- | -------- | ------------------------- | ------------------------- | -------------------- |
| 1952    | 1952     | Palestino                 | Rangers                   | Thomas Bata          |
| 1953    | 1953     | Thomas Bata               | América                   | Instituto O'Higgins  |
| 1954    | 1954     | O'Higgins Braden          | América                   | Thomas Bata          |
| 1955    | 1955     | San Luis                  | Unión La Calera           | Trasandino           |
| 1956    | 1956     | Universidad Católica      | La Serena                 | Unión La Calera      |
| 1957    | 1957     | La Serena                 | Santiago Morning          | Unión La Calera      |
| 1958    | 1958     | San Luis                  | Santiago Morning          | Colchagua            |
| 1959    | 1959     | Santiago Morning          | Green Cross               | Unión La Calera      |
| 1960    | 1960     | Green Cross               | La Serena                 | Unión San Felipe     |
| 1961    | 1961     | Unión La Calera           | Unión San Felipe          | Trasandino           |
| 1962    | 1962     | Coquimbo Unido            | San Antonio Unido         | Lister Rossel        |
| 1963    | 1963     | Green Cross               | Trasandino                | Temuco               |
| 1964    | 1964     | O'Higgins                 | Lister Rossel             | Temuco               |
| 1965    | 1965     | Ferrobadminton            | Huachipato                | Colchagua            |
| 1966    | 1966     | Huachipato                | Coquimbo Unido            | San Antonio Unido    |
| 1967    | 1967     | Concepción                | Lota Schwager             | Ñublense             |
| 1968    | 1968     | Antofagasta Portuario     | San Luis                  | Lota Schwager        |
| 1969    | 1969     | Lota Schwager             | Ñublense                  | San Luis             |
| 1970    | 1970     | Unión San Felipe          | Iberia                    | Naval                |
| 1971    | 1971     | Naval                     | Ñublense                  | Palestino            |
| 1972    | 1972     | Palestino                 | Ferroviarios              | Ñublense             |
| 1973    | 1973     | Aviación                  | Ñublense                  | Everton              |
| 1974    | 1974     | Santiago Morning          | Everton                   | Ferroviarios         |
| 1975    | 1975     | Universidad Católica      | Ovalle                    | Ñublense             |
| 1976    | 1976     | Ñublense                  | O'Higgins                 | Trasandino           |
| 1977    | 1977     | Coquimbo Unido            | Rangers                   | Malleco Unido        |
| 1978    | 1978     | Santiago Wanderers        | Naval                     | Ovalle               |
| 1979    | 1979     | Deportes Iquique          | Magallanes                | San Marcos           |
| 1980    | 1980     | San Luis                  | Ñublense                  | Santiago Morning     |
| 1981    | 1981     | Arica                     | Santiago Morning          | Aviación             |
| 1982    | 1982     | Fernández Vial            | Everton                   | Trasandino           |
| 1983    | 1983     | Cobresal                  | San Luis                  | Laja                 |
| 1984    | 1984     | Unión La Calera           | Concepción                |                      |
| 1985    | 1985     | Trasandino                | Fernández Vial            |                      |
| 1986    | 1986     | Lota Schwager             | O'Higgins                 |                      |
| 1987    | 1987     | La Serena                 | Deportes Valdivia         |                      |
| 1988    | 1988     | Rangers                   | Unión San Felipe          |                      |
| 1989    | 1989     | Universidad de Chile      | Palestino                 |                      |
| 1990    | 1990     | Provincial Osorno         | Coquimbo Unido            |                      |
| 1991    | 1991     | Temuco                    | Huachipato                |                      |
| 1992    | 1992     | Provincial Osorno         | Iquique                   | Melipilla            |
| 1993    | 1993     | Rangers                   | Cobresal                  | Regional Atacama     |
| 1994    | 1994     | Concepción                | Huachipato                | Fernandez Vidal      |
| 1995    | 1995     | Santiago Wanderers        | Audax Italiano            | Cobresal             |
| 1996    | 1996     | La Serena                 | Puerto Montt              | Cobresal             |
| 1997    | Apertura | Rangers                   | Everton                   | Iquique              |
| 1997    | Clausura | Iquique                   | Everton                   | O'Higgins            |
| 1998    | 1998     | Cobresal                  | O'Higgins                 | Santiago Morning     |
| 1999    | 1999     | Unión Española            | Santiago Wanderers        | Everton              |
| 2000    | 2000     | Unión San Felipe          | Rangers                   | Talcahuano           |
| 2001    | 2001     | Temuco                    | Cobresal                  | Antofagasta          |
| 2002    | 2002     | Puerto Montt              | Universidad de Concepción | Melipilla            |
| 2003    | 2003     | Everton                   | La Serena                 | Antofagasta          |
| 2004    | 2004     | Melipilla                 | Concepción                | Unión La Calera      |
| 2005    | 2005     | Santiago Morning          | Antofagasta               | Provincial Osorno    |
| 2006    | 2006     | Melipilla                 | Ñublense                  | Lota Schwager        |
| 2007    | 2007     | Provincial Osorno         | Rangers                   | Santiago Morning     |
| 2008    | 2008     | Curicó Unido              | Municipal Iquique         | Coquimbo Unido       |
| 2009    | 2009     | Unión San Felipe          | Santiago Wanderers        | San Luis             |
| 2010    | 2010     | Municipal Iquique         | Unión La Calera           | Deportes Antofagasta |
| 2011    | 2011     | Antofagasta               | Rangers                   | Everton              |
| 2012    | 2012     | San Marcos                | Ñublense                  | Barnechea            |
| 2013    | 2013     | Universidad de Concepción | Curicó Unido              | Coquimbo Unido       |
| 2013–14 | 2013–14  | San Marcos                | Barnechea                 | San Luis             |
| 2014–15 | 2014–15  | San Luis                  | Unión San Felipe          | Everton              |